# Пийтерфолвівська сільська територіальна громада
Пийтерфолвівська сільська громада — об'єднана територіальна громада в Україні, в Берегівському районі Закарпатської області. Адміністративний центр — село Пийтерфолво.
Площа громади —  км², населення — 19 702 мешканці (2020).
Утворена 12 червня 2020 року шляхом об'єднання Пийтерфолвівської, Великопаладської, Дюлянської, Неветленфолівської, Чепівської і Чорнотисівської сільських рад Виноградівського району.

## Населені пункти
У складі громади 16 сіл:
- с. Пийтерфолво
- с. Тисобикень
- с. Форголань
- с. Велика Паладь
- с. Фертешолмаш
- с. Дюла
- с. Неветленфолу
- с. Ботар
- с. Нове Клинове
- с. Оклі
- с. Оклі Гедь
- с. Чепа
- с. Гетиня
- с. Затисівка
- с. Чорнотисів
- с. Холмовець